# Ньороге, Мерси
Мерси Ванджику Ньороге — кенийская бегунья на средние дистанции, которая специализируется в беге на 3000 метров с препятствиями. Чемпионка Африки 2012 года с результатом 9.43,26. Серебряная призёрка чемпионата мира по кроссу 2006 года в командном первенстве. Победительница чемпионата Африки среди юниоров 2005 года. На чемпионате мира 2011 года заняла 4-е место. Серебряная призёрка Игр Содружества 2010 года.
На Олимпиаде в Лондоне заняла 10-е место с результатом 9.26,73.